# Dicranophorus hercules
Dicranophorus hercules är en hjuldjursart som beskrevs av Wiszniewski 1932. Dicranophorus hercules ingår i släktet Dicranophorus och familjen Dicranophoridae. Inga underarter finns listade i Catalogue of Life.